# Chlorops obscurellus
Chlorops obscurellus är en tvåvingeart som först beskrevs av Zetterstedt 1838.  Chlorops obscurellus ingår i släktet Chlorops och familjen fritflugor. Arten är reproducerande i Sverige. Inga underarter finns listade i Catalogue of Life.